# غار پهلوان
غار پهلوان مربوط به دورهٔ اسلامی (سدهٔ ۵ و ۸ قمری) است و در شهرستان زیرکوه واقع شده و این اثر در تاریخ ۲۴ اسفند ۱۳۸۴ با شمارهٔ ثبت ۱۵۲۸۷ به‌عنوان یکی از آثار ملی ایران به ثبت رسیده است.